# Hans Kristen Hækkerup
Hans Kristen Hækkerup (24. december 1876 i Hæggerup, Tybjerg Sogn – 23. november 1929 i Ringsted) var en dansk socialdemokratisk redaktør og politiker, far til Hans og Per Hækkerup.
Hans Kristen Hækkerup blev født i Hæggerup, hvor faderen, Hans Hansen, var husmand. Hans Hansens far, Hans Andersen, var bror til politikeren Lars Andersen Hækkerup. Hans Kristen Hækkerup blev uddannet til typograf i årene 1892-97 og blev i 1907 redaktør af Midtsjællands Social-Demokrat i Ringsted. Han var fra 1913 medlem af Ringsted Byråd og blev borgmester i 1928, men døde allerede året efter. Allerede i 1920 var han blevet medlem af Folketinget, hvor han sad til sin død.
Han var medlem af Socialdemokratiets hovedbestyrelse fra 1913 og formand for Ringsted socialdemokratiske forening 1907-15. Sammen med sin hustru Petrea havde han fire børn, to døtre og to sønner, hvoraf sønnerne Hans og Per også gik ind i politik. 
Hækkerupvej i Ringsted er opkaldt efter Hans Kristen Hækkerup.

## Død
Hans Kristen Hækkerup døde på Ringsted Sygehus. Den angivne dødsårsag var højresidet lyskebrok (hernia inguinalis dextra), med 4 dages sygdomsforløb. 